# Красный Холм (Калужская область)
Кра́сный Хо́лм — деревня в Барятинском районе Калужской области, в составе Сельское поселение «Село Барятино». Расположена в 2-х км восточнее районного центра Барятино.
В «Списке населенных мест Калужской губернии» за 1859 год упоминается как владельческая деревня при колодцах в 30 верстах от Мосальска.
До революции деревня входила в Сильковскую волость Мосальского уезда и в ней имелась церковно-приходская школа.
| 1859 | 1897 | 1912 | 2009 | 2010 |
| ---- | ---- | ---- | ---- | ---- |
| 679  | 869  | 851  | ~180 | 178  |